# إيرين تاسيمبيدو
إيرين تاسيمبيدو، (مواليد 19 أغسطس 1956)، هي راقصة ومصممة رقصات وممثلة من بوركينا فاسو.

## سيرة شخصية
اكتشفت الرقص التقليدي في واغادوغو عاصمة بوركينا فاسو، ثم تدربت على الرقص الأوروبي المعاصر مع جيرمين أكوجني في مدرسة مودرا أفريك التي بدأها مصمم الرقصات ومخرج الأوبرا السويسري موريس بيجارت في داكار عاصمة السنغال.
بعد هذا التدريب، انتقلت لأول مرة إلى أوروبا كراقصة في أوائل الثمانينيات، وكانت تعود بانتظام إلى بوركينا فاسو، كما أقامت ورش عمل في مدن مختلفة في الولايات المتحدة وأوروبا. وفي عام 1988 أنشأت «شركة الأبنوس» في باريس، والتي تجولت معها في بلدان مختلفة لتقديم عملها كمصممة رقصات، وسافرت مع شركة تُدعى «فيوجن» في عام 1988 ومع شركة «ديمينو» في عام 1989. كما شاركت في قمة «قافلة أفريقيا الفرنكوفونية» في باريس عام 1991. أنشأت «ينينجا» بينما كانت لا تزال في باريس في أكتوبر 1992.
في عام 1993، سافرت مع شركتها لحضور أول معرض للفنون والترفيه الأفريقي في أبيدجان أكبر مدينة في ساحل العاج. حظيت بالاهتمام وتم اختيارها لرقصة ليون التي تُقام كل سنتين في عام 1994، وبدأت تدريجيًا في بناء شهرتها كمصممة رقصات. في نفس العام من عام 1988 أطلقت «شركة الأبنوس» في باريس. عملت أيضًا في بلدها الأصلي عند إنشاء فرقة الباليه الوطنية في بوركينا فاسو، وبحسب إيرين تاسيمبيدو: «قبل ذلك، لم تكن هناك سوى القوات المحلية، جمعنا راقصين من مقاطعات مختلفة في بوركينا فاسو، تعلم الجميع الرقصات التي لم يكن يعرفوها».